# 普洛薩里火山
普洛薩里火山是印度尼西亞的火山，位於爪哇島西部，行政方面由萬丹省負責管轄，海拔高度1,346米，火山口壁有火山噴氣孔，沒有火山爆發的記錄。

## 外部連結
- Global Volcanism Program （页面存档备份，存于）